# Sonate pour violon et piano de Debussy
Pour les articles homonymes, voir Sonate pour violon et piano.
La Sonate pour violon et piano (CD 148) de Claude Debussy fut composée entre 1916 et 1917 et créée le 5 mai 1917 salle Gaveau à Paris par le compositeur au piano et Gaston Poulet au violon, lors d'un concert donné au bénéfice du Foyer du Soldat aveugle, assistance aux blessés des yeux de la Grande Guerre. C'est aussi avec cette œuvre que Debussy fera sa dernière apparition en public au mois de septembre suivant.

## Historique

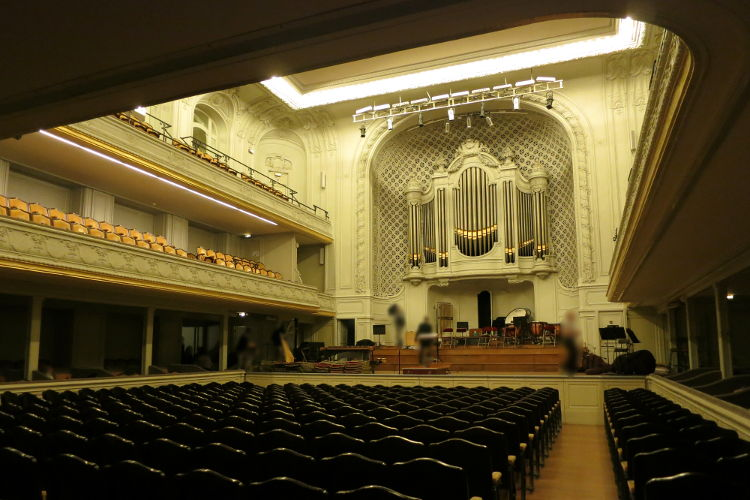
La Salle Gaveau, lieu de la création.

Troisième et dernière des sonates composées durant l'hiver 1916-1917 alors que Debussy était très malade, elle est la dernière œuvre majeure du musicien qui mourut moins d'un an après sa création.
Debussy avait prévu un voyage en Amérique avec le violoniste Arthur Hartmann. Réalisant qu'il n'a plus assez de force, il écrit à Hartmann qu'il serait un « cadavre ambulant ». De ce fait, il put achever la sonate, dont il dit qu'elle « sera intéressante à un point de vue documentaire de ce qu'un homme malade peut écrire durant une guerre ».

## Structure
La sonate en sol mineur comporte trois mouvements et son exécution dure près de quinze minutes :
1. Allegro vivo
2. Intermède. Fantasque et léger
3. Finale. Très animé

La référence à Couperin et Rameau apparaît dans le goût nuancé, tour à tour décoratif, fantasque, émouvant ; cependant, les trois mouvements s'agencent en un canevas discontinu, brisé en une mosaïque de thèmes qui s'éveillent et se recouvrent mutuellement, formant un canevas fuyant, loin du néo-classicisme déjà en germe à cette époque chez Ravel. « Pleine d'un joyeux tumulte » selon Debussy, la sonate est traversée par des accents mystérieux et angoissés, douloureux et tendres, et sous l'apparence fantasque de l'Intermède central se devine un sentiment tragique. Debussy comparait le Finale, qui lui donna beaucoup de mal, au « jeu simple d'une idée tournant sur elle-même comme un serpent qui se mord la queue ».

### Ouvrages généraux
- Claude Debussy, Correspondance, 1872-1918, Paris, Gallimard, 2005, 2352 p. (ISBN 2-07-077255-1) éditée sous la direction de François Lesure et Didier Herlin
- Paul Landormy, La Musique française de Franck à Debussy, Paris, Gallimard, 1943, 248 p. (ISBN 2-07-023708-7)
- Paul Pittion, La Musique et son histoire : tome II — de Beethoven à nos jours, Paris, Éditions Ouvrières, 1960, 574 p.

### Monographies
- Jean Barraqué, Debussy, Paris, Seuil, coll. « Solfèges », 1962, rééd. 1994, 250 p. (ISBN 978-2-02-020626-6 et 2-02-020626-9)
- Antoine Goléa, Claude Debussy, Paris, Seghers, coll. « Musiciens de tous les temps », 1966, 190 p.
- Edward Lockspeiser et Harry Halbreich, Claude Debussy, Paris, Fayard, 1980, 823 p. (ISBN 2-213-00921-X)
Edward Lockspeiser, Claude Debussy, sa vie et sa pensée, Paris, Fayard, 1980, p. 7-529
Harry Halbreich, Claude Debussy, analyse de l'œuvre, Paris, Fayard, 1980, p. 533-748
- Gilles Macassar et Bernard Mérigaud, Claude Debussy : le plaisir et la passion, Paris, Gallimard, coll. « Découverte », 1992, 168 p. (ISBN 2-07-053224-0)
- Heinrich Strobel (trad. de l'allemand par André Cœuroy et préface), Claude Debussy, Paris, Le Bon Plaisir, Librairie Plon, coll. « Amour de la Musique », 1952, 238 p.
- Émile Vuillermoz, Claude Debussy, Genève, René Kister, coll. « Les grands compositeurs du XXe siècle », 1957, 160 p.

### Articles et analyses
- Collectif, « Debussy », La Revue musicale, Paris, no 1,‎ 1920 (lire en ligne)
André Suarès, Debussy, Paris, La Revue musicale, 1920, p. 98-126